# تاريخ النسبية الخاصة
يتضمن تاريخ النسبية الخاصة العديد من النتائج النظرية والنتائج التجريبية التي حصل عليها ألبرت ميكلسون، هندريك لورنتز وهنري بوانكاريه وغيرهم وتوجت بنظرية النسبية الخاصة التي اقترحها ألبرت أينشتاين والأعمال اللاحقة لماكس بلانك، هيرمان مينكوفسكي وآخرون.

## مقدمة
رغم اعتماد إسحاق نيوتن في فيزيائه على الزمان والمكان المطلقين، والتزم أيضاً بمبدأ النسبية لغاليليو غاليلي الذي ينص على أنه بقدر ما تكون قوانين الميكانيكا هي المعنية فكل المراقبين في الحركة العطالية مميزون على حد سواء وما من حالة حركية مفضلة يمكن أن تعزى إلى أي مراقب عطالي معين. لكن وكما النظرية الكهرومغناطيسية والديناميكا الكهربائية فخلال القرن التاسع عشر كانت النظرية الموجية للضوء تمثل على أنها اضطراب في «الوسط الضوئي» أو في أثير مضيء وقد تم قبولها على نطاق واسع في المجتمع العلمي وتطورت لتصل إلى شكل أكثر تطوراً في أعمال جيمس كلارك ماكسويل. وفقاً لنظرية ماكسويل فإن جميع الظواهر البصرية والكهربائية تنتشر عبر هذا الوسط وقد تم اقتراح أنه ينبغي أن يكون من الممكن تحديد الحركة بالنسبة للأثير تجريبياً.
فشل أي تجربة معروفة للكشف عن الحركة عبر الأثير قادت هندريك لورنتز ابتداء من عام 1892 لتطوير نظرية ديناميكا كهربائية اعتماداً على الأثير الضوئي الساكن وبالعمل مع نظرية الأثير للورنتز، كان هنري بونكاريه قد اقترح في وقت سابق «مبدأ النسبية» ليكون قانوناً عاماً للطبيعة (متضمناً الديناميكا الكهربائية والجاذبية) واستخدم هذا المبدأ ليصحح صيغ التحويل الأولية للورينتز مما نتج عنه مجموعة دقيقة من المعادلات التي تسمى الآن تحويلات لورينتز. نشر ألبرت أينشتاين ورقته الأصلية حول النسبية الخاصة بعد ذلك بفترة قصيرة خلال العام نفسه والتي اعتمدت أيضاً على مبدأ النسبية، اشتق أينشتاين تحويلات لورينتز بصورة مستقلة وأعاد تفسيرها بشكل جذري عن طريق تغيير التعريفات الأساسية في فواصل الزمان والمكان بينما تخلى عن التزامن المطلق الكينماتيكا الغاليلية وبالتالي تجنب الحاجة إلى أي إشارة للأثير المضيء في الديناميكا الكهربائية الكلاسيكية. عمل لاحق من هيرمان مينكوفسكي والذي قدم فيه نموذج هندسي رباعي الأبعاد للزمكان عن نسخة أينشتاين من النسبية الخاصة، والتي مهدت الطريق لاحقاً لأينشتاين لكي يعمل على تطوير نظريته للنسبية العامة ووضعت أسس نظريات الحقل النسبية.

## الأثير والديناميكا الكهربائية في جسم متحرك

### نماذج الأثير ومعادلات ماكسويل
بعد عمل توماس يونغ (1804) وأوغستان-جان فرينل (1816)، كان يُعتقد أن الضوء ينتشر كموجة عرضية عبر وسط مرن يدعى الأثير المضيء. ومع ذلك وبوجود التمييز بين الظواهر الضوئية والظواهر الكهروديناميكية فكان من الضروري إنشاء نماذج محددة للأثير لجميع الظواهر.
لم تنجح المحاولات لتوحيد النماذج أو لإنشاء وصف ميكانيكي كامل من تلك النماذج، ولكن بعد عمل كبير من قبل العديد من العلماء بمن فيهم مايكل فاراداي ولورد كلفن وجيمس كلارك ماكسويل تم وضع نظرية دقيقة للكهرومغناطيسية عن طريق اشتقاق مجموعة من المعادلات في الكهرباء والمغناطيسية والمحاثة عُرفت بمعادلات ماكسويل. كان ماكسويل أول من اقترح أن الضوء في الحقيقة هو عبارة عن تموجات (إشعاع كهرومغناطيسي) في نفس الوسط الأثيري الذي يسبب الظواهر الكهربائية والمغناطيسية. ومع ذلك كانت نظرية ماكسويل غير مُرضية فيما يتعلق بالبصريات في جسم متحرك، وبالرغم من قدرته على تقديم نموذج رياضي كامل ولكنه لم يكن قادراً على تقديم وصف ميكانيكي متسق للأثير.
قُبلت نظرية ماكسويل على نطاق واسع بعد قيام هاينريش هيرتس بإثبات وجود الموجات الكهرومغناطيسية، وبالإضافة لذلك فقد قام كل من أوليفر هيفسايد وهيرتز بتطوير النظرية وتقديم إصدارات حديثة لمعادلات ماكسويل. شكلت معادلات «ماكسويل-هيرتس» أو «هيفسايد-هيرتس» فيما بعد أساساً هاماً لتطوير الديناميكا الكهربائية، ولا يزال شرح هيفسايد يستخدم حتى اليوم. وقد قدم كل من جورج فيتزجيرالد وجوزيف جون طومسون وهندريك لورنتز وجوزيف لارمو مساهمات هامة أخرى لنظرية ماكسويل.

### البحث عن الأثير
فيما يتعلق بالحركة النسبية والتأثير المتبادل للمادة والأثير فيوجد نظريتان مثيرتان للجدل.
وقد وضعت واحدة من هاتين النظريتين على يد فرينل (وبالتالي لورنتز). هذا النموذج (نظرية الأثير ثابت) يفترض أن الضوء ينتشر كموجة عرضية ويتم سحب الأثير بشكل جزئيا بمعامل معين بواسطة المادة. اعتماداً على هذا الافتراض فرينل كان قادراً على شرح الزيغ ضوئي والعديد من الظواهر البصرية.

الفرضية الأخرى تم اقتراحها من قبل جورج غابرييل ستوكس الذي ذكر في عام 1845 أن الأثير تم سحبه بشكل كامل بواسطة المادة (لاحقاً سيشاركه هذا الرأي هيرتس). في هذا النموذج قد يكون الأثير (قياساً مع شجر الصنوبر) جامداً للأجسام السريعة والسوائل للأجسام الأبطئ. وبالتالي يمكن للأرض أن تتحرك عبره بحرية إلى حد ما، ولكنه سيكون جامداً بما فيه الكفاية لنقل الضوء. وتم تفضيل نظرية فرينل لأن معامل سحبه قد تم تأكيده عبر تجربة فيزو في 1851 في الذي قام بقياس سرعة الضوء في السوائل المتحركة.

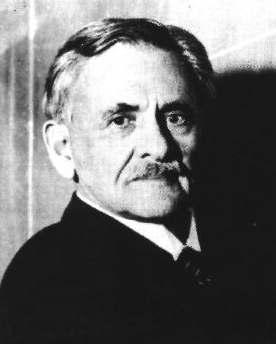
ألبرت ميكلسون

 في عام 1881 حاول ألبرت ميكلسون قياس الحركة النسبية للأرض والأثير (الأثير-الرياح)، وكما كان متوقعاً في نظرية فرينل وباستخدامه مقياس التداخل لم يستطع ميكلسون تحديد أي حركة نسبية، لذلك قام بتفسير النتيجة على أنها بمثابة تأكيد لأطروحة ستوكس. ومع ذلك وفي عام 1886 أظهر لورنتز أن حسابات ميكلسون كانت خاطئة وأنه بالغ في تقدير دقة القياس. هذا جنباً إلى جنب مع هامش كبير من الخطأ الذي جعل نتيجة تجربة ميكلسون غير حاسمة. بالإضافة إلى أن لورنتز أظهر أن أطروحة ستوكس بسحب الأثير بشكل كامل أدت لنتائج متناقضة لذلك فهو يؤيد نظرية أثير مشابهة لنظرية فرينل. للتحقق من نظرية فرينل مرة أخرى قام ميكلسون وإدوارد مورلي عام 1886 بإعادة تجربة فيزو. وقد تم تأكيد معامل سحب فرينل تزامناً مع وقوع التجربة، وقد أصبح ميكلسون يرى نظرية فرينل بثبات الأثير بأنها صحيحة. لإضاح الموقف قام كل من ميكلسون ومورلي عام1887 يإعادة تجربة ميكلسون من عام 1881 حيث ازدادت دقة القياس فيها بشكل كبير. ومع ذلك فتجربة ميكلسون - مورلي هذه المتعارف عليها عليها الآن على نطاق واسع أسفرت مرة أخرى عن نتيجة سلبية حيث لم يتم رصد أي حركة عبر الأثير على الجهاز (على الرغم من أن سرعة الأرض هي 60 كم في الساعة وتختلف في الشتاء عنها في الصيف). لذلك فقد واجه علماء الفيزياء تجربتان متناقضتان: تجربة عام 1886 التي كانت بمثابة تأكيد واضح لنظرية الأثير الساكن لفرينل ومن ثم تجربة 1887 التي كانت تأكيد واضح لنظرية الأثير المسحوب بشكل كامل لستوكس.
تم عرض حل ممكن للمشكلة من قبل فولديمار فويغت عام 1887 الذي قام بالتحقيق في تأثير دوبلر على الأمواج التي تنتشر في وسط مرن وغير قابل للانضغاط وقام باستخلاص علاقات التحول التي تركت معادلة الموجة في فضاء حر غير متغير ووضح النتيجة السلبية لتجربة ميكلسون - مورلي. تحويلات فويغت تتضمن معامل لورنتز {\displaystyle \scriptstyle {1/{\sqrt {1-{v^{2}}/{c^{2}}}}}} حيث y و z إحداثيين ومتغير زمني جديد {\displaystyle \scriptstyle {t'=t-vx/c^{2}}} عرف فيما بعد «بالتوقيت المحلي»، ومع ذلك أنفقد تم تجاهل عمل فويغت بشكل كلي من قبل من عاصروه.
قام فيتزجيرالد عام 1889 بعرض تفسير آخر للنتيجة السلبية لتجربة ميكلسون - مورلي، وخلافاً لفويغت تكهن فيتزجيرالد بأن القوى بين الجزيئات من المحتمل أن تكون منشأ كهربائي بحيث الأجسام المادية ستتقلص في خط الحركة (تقلص الأطوال). هذا كان على صلة بعمل هيفسايد عام 1887 الذي أصرّ على أن الحقول الإلكتروستاتية المتحركة تتشوه (سطح هيفسايد الناقص)، الأمر الذي أدى إلى ظروف غير محددة فعلياً في سرعة الضوء. ومع ذلك ظلت فكرة فيتزجيرالد غير معروفة على نطاق واسع، ولم يتم مناقشتها حتى نشر أوليفر لودج ملخص هذه الفكرة في عام 1892. أيضاً لورنتز قام باقتراح تقلص الأطوال عام 1892 بشكل مستقل عن فيتزجيرالد من أجل شرح تجربة ميكلسون - مورلي. لأسباب منطقية لورنتز قام بالإشارة تمثيلاً لتقلص الحقول الإلكتروستاتيكية. ومع ذلك حتى لورنتز اعترف أن هذا ليس سبباً ضرورياً وأن تقلص الأطوال ظلّ بالتالي فرضية لها غرض ما.

### نظرية لورنتز في الإلكترونات

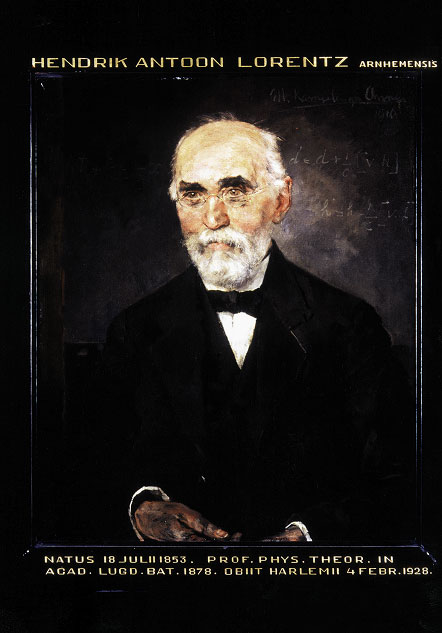
هندريك أنتون لورنتز

وضع لورنتز أسس نظريته عن الأثير عبر افتراض وجود الإلكترونات والتي قام بفصلها عن الأثير، وعبر استبدال معادلات «ماكسويل-هيرتس» بمعادلات «ماكسويل-لورنتز». اعتبر لورنتز الأثير في نموذجه بأنه عديم الحركة تماماً، على عكس نظرية فرينل بالإضافة لعدم سحب الأثير جزئياً بواسطة المادة. نتيجة مهمة لهذا المفهوم كانت بأن سرعة الضوء مستقلة تماماً عن سرعة المصدر. لم يعط لورنتز أي تصريحات عن الطبيعة المييكانيكية للأثير ولا عن العمليات الكهرومغناطيسية، ولكن بالعكس حيث أنه حاول تفسير العمليات الميكانيكية عبر أخرى كهرومغناطيسية وبالتالي خلق أثير كهرومغناطيسي مجرد. في إطار عمل لورنتز على نظريته، قام لورنتز بحساب تقلصات الحقول الإلكتروستاتية (مثل هيفسايد). وقام لورنتز عام 1895 يتقديم ما سماه «مبرهنة الحالات المتوافقة»

### الكتلة الكهرومغناطيسيّة
أثناء تطوير نظرية ماكسويل، أدرك طومسون أن الأجسام المُتغيِّرة أصعب من غير المُتغيِّرة بالنسبة لموضعتها حركيًا. تتصرف الحقول الإلكتروستاتيكيّة وكأنها تضيف «كتلة كهرومغناطيسيّة» إلى الكتلة الميكانيكيّة للأجسام. فتبعًا لطومسون، تتوافق الطاقة الكهرومغناطيسيّة مع كتلة محددة. فُسر ذلك على أنه نوع من التوليد الذاتيّ للمجال الكهرومغناطيسيّ. كما لاحظ أيضًا أن كتلة الجسم أثناء الحركة تزداد بكمية ثابتة. استمر عمل طومسون واكتمل بواسطة فيتزجيرالد وهيفيسايد وجورج فريدريك تشارلز سيرل (1896, 1897).
كان والتر كوفمان (1901–1903) أول عالم فيزياء يؤكِّد اعتماد الكتلة الكهرومغناطيسيّة على السرعة بتحليل التناسب بين e/m (حيث e هي التغيُّر وm هي الكتلة) لأشعة الكاثود. وقد وجد أن قيمة هذه النسبة تقل مع السرعة، مما يظهر أن كتلة الإلكترون تزداد مع السرعة، بافتراض أن الشحنة ثابتة. كما اعتقد أيضًا أن تلك التجارب تؤكِّد افتراضات فيين، أنه لا يوجد كتلة ميكانيكيّة «حقيقيّة» ولكنها كتلة كهرومغناطيسيّة ظاهريّة، أو بعبارة أخرى، كتلة كل المواد لها أصل كهرومغناطيسيّ.
كان ماكس أبراهام (1902–1904) داعمًا أيضًا لوجهة النظر الكهرومغناطيسيّة، وقدَّم شرحًا لتجارب كوفمان باشتقاق تعبيرات من الكتلة الكهرومغناطيسيّة. قدَّم إبراهام مع هذا المفهوم مفهومًا آخر وهو «قوة الدفع/الزخم الكهرومغناطيسيّ» الذي يتناسب مع {\displaystyle \scriptstyle {m=(8/3)E/c^{2}}} . ولكن على عكس الخواص الوهميّة التي قدَّمها بوينكير، اعتبرها أبراهام كيان فيزيائيّ حقيقيّ. لاحظ أبراهام أيضًا أن تلك الكتلة تعتمد على الاتجاه وصاغ مصطلح الكتلة «الطوليّة» و«العرضيّة». وعلى عكس لورنتز، لم يُضمِّن فرضيّة الانقباض في نظريته، وبالتالي اختلفت مصطلحات الكتلة منه إلى لورنتز.
وبناءً على عمله السابق في الكتلة الكهرومغناطيسيّة، اقترح فريدريك هازينورل أن جزء الكتلة في الجسم (أو ما أسماه الكتلة الظاهريّة)، يمكن اعتبارها إشعاع يحوم حول تجويف. «الكتلة الظاهريّة» للإشعاع تعتمد على درجة الحرارة (لأن كل جسم ترتفع درجة حرارته يُصدر إشعاعًا) وتتناسب مع طاقته.

### المكان والزمان المطلقين
انتقد بعض العلماء وفلاسفة العلم مفهوم نيوتن المطلق عن الزمان والمكان. جادل إرنست ماخ 1883 أن المكان والزمان المطلقين مفهومان ميتافيزيقيان وبالتالي لا معنى لهما علميًا، واقترح أن الحركة النسبيّة بين الأجسام الماديّة مفهوم مفيد في الفيزياء. كما جادل أنه حتى التأثيرات التي تعتمد على الحركة المتسارعة بالنسبة للمكان المُطلق تبعًا لنيوتن، مثل الدوران، يمكن وصفها فقط بالرجوع إلى الأجسام الماديّة وهذه المؤثرات القصوريّة التي استشهد بها نيوتن لدعم المكان المُطلق ربما تتعلق فقط بالتسارع بالنسبة للنجوم الثابتة. قدَّم كارل نيومان «الجسم ألفا» المُعبِّر عن نوعٍ من الأجسام الصلبة الثابتة لتعريف الحركة القصوريّة. وبناءً على تعريف نيومان، جادل هينريش سترينتز أن نظام الإحداثيات الذي لا يقيس فيه المدوار أي علامات للحركة القصوريّة يتعلَّق بـ«الجسم الأساسيّ» و«إحداثيات الجسم الأساسيّ». كان لودفيغ لانج أول من صاغ مصطلح الإطار المرجعيّ القصوريّ و«مقياس الزمن القصوريّ» كبدائل للزمان والمكان المطلقين، وعرَّف «الإطار القصوريّ» بأنه «إطار مرجعيّ تُرسم فيه نقطة الكتلة من نفس النقطة في ثلاث اتجاهات مختلفة وتتبع مسارًا مستقيمًا في كل مرة يُرسم فيها». وفي 1902، نشر هنري بوينكير مجموعة من المقالات بعنوان «العلم والفرضيّة» ضمَّن فيها: نقاشات فلسفيّة تفصيليّة عن نسبيّة الزمان والمكان واصطلاح التزامن البعيد، وإثبات أن انتهاك قوانين النسبيّة لا يمكن ملاحظته إطلاقًا، وإمكانية عدم وجود الإثير مع بعض الحُجج التي تدعم الإثير وكثير من الملاحظات حول الهندسة الإقليديّة واللاإقليديّة.
كما كانت هناك محاولات لاستخدام الزمن كبُعد رابع. وفعل ذلك لورن دالمبير في «إنسيكلوبيدي»، كما استخدمه آخرون في القرن التاسع عشر مثل ه. ج. ويلز في روايته «آلة الزمن 1895». وفي 1901 طوَّر مينيهرت بالاجي نموذجًا فلسفيًا بحيث يكون فيه الزمان والمكان وجهان للـ«زمكان». واستخدم الزمان كبُعد رابع تخيليّ.

## النسبيّة الخاصة

### أينشتاين 1905

#### الديناميكا الكهربيّة للأجسام المتحركة
في 26 سبتمبر 1905، نشر ألبرت أينشتاين ورقته العلميّة «أناس ميرابيليس (السنة غير العادية) Annus Mirabilis» على ما يُطلق عليه الآن بالنسبيّة الخاصة. اشتملت ورقة أينشتاين على تعريف جوهريّ جديد عن الزمان والمكان (جميع إحداثيات الزمان والمكان في جميع الأطر المرجعيّة تقع على قدم المساواة، لذلك لا يوجد أي أساس فيزيائيّ للتمييز بين الوقت «الحقيقيّ» و«الظاهريّ») مما يجعل الأثير مفهومًا غير ضروريّ. على الأقل بالنسبة لحركة القصور الذاتيّ. وضع أينشتاين مبدأين أساسيّين، مبدأ النسبيّة ومبدأ ثبات الضوء (مبدأ الضوء)، وهو ما خدم فيما بعد كمسلمات لنظريته. لكي نفهم خطوة أينشتاين جيدًا علينا أن نُلخِّص الوضع قبل 1905 كما هو موضَّح بالأعلى:
1. الديناميكا الكهربيّة لماكسويل، كما وضَّح لورنتز في 1895، كانت أكثر النظريات نجاحًا في وقته. تعتبر النظرية أن سرعة الضوء ثابتة في جميع الاتجاهات في الأثير الثابت ومستقلة تمامًا عن سرعة المصدر
2. عدم القدرة على إيجاد حالة مطلقة للحركة، وبالتالي مشروعيّة مبدأ النسبيّة كنتيجة للنتائج السلبيّة لكل تجارب انحراف الأثير ومؤثرات مثل المغناطيس المتحرك ومشكلة الموصِّل التي تعتمد فقط على الحركة النسبيّة
3. تجربة فيزو
4. الزيغ الضوئي

بالنتائج التالية عن سرعة الضوء والنظريات المعروفة في هذا الوقت:
1. سرعة الضوء لا تتكون من سرعة الضوء في الفراغ بالإضافة لسرعة إطار المرجعيّة المُفضَّل، فتبعًا لـB يعارض ذلك نظرية الأثير الثابت
2. سرعة الضوء لا تتكون من سرعته في الفراغ وسرعة مصدر الضوء، فتبعًا لـa وc يعارض ذلك نظرية الانبعاث.
3. سرعة الضوء لا تتكون من سرعته في الفراغ وسرعة إثير يمكن سحبه بجوار المادة، فتبعًا لـa , c ,d يعارض ذلك فرضيّة السحب الكامل الإثير
4. سرعة الضوء في الأوساط المتحركة لا تتكون من كل من سرعة الضوء عندما يكون الوسط في حالة راحة وسرعة الوسط، ولكنها تتحدد بواسطة مُعامل سحب فريسنيل، خلال c